# Rundscheune

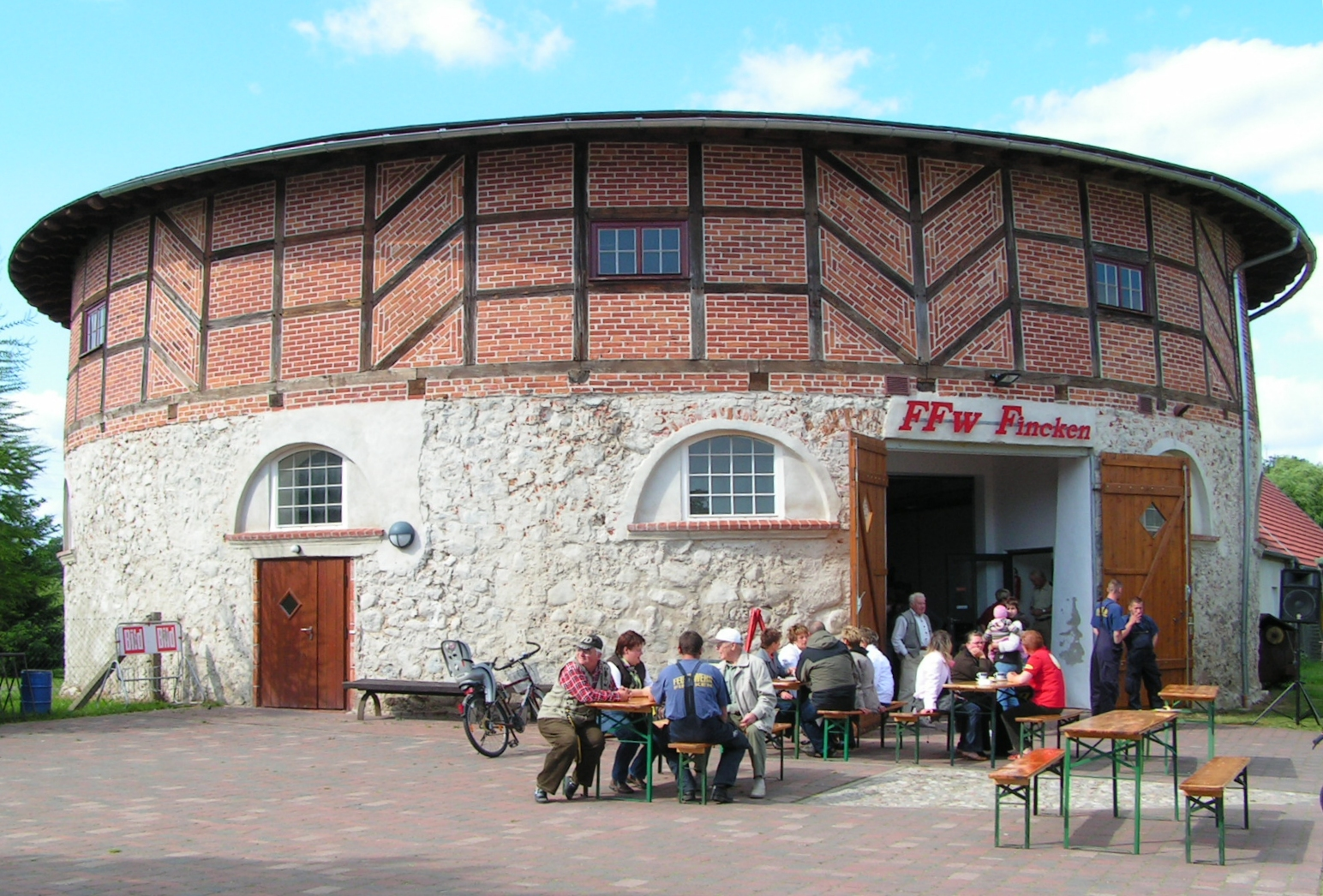
Restaurierte Rundscheune von Fincken

Rundscheunen sind landwirtschaftliche Nutzgebäude (Scheunen, Schuppen oder Ställe) in runder oder polygonaler Form (Rotunde).

## Rundscheunen in Norddeutschland

Rundscheune im Wappen von Gremersdorf

Rundscheunen zählen zu den seltener errichteten Gebäudeformen in den norddeutschen Küstenländern. In Mecklenburg gab es sie in etwa 20 Dörfern. Bis auf wenige Ausnahmen wurden sie paarweise errichtet. Sie flankierten die Zufahrten zu den Gutshäusern. Die Gebäude mit 20 bis 25 m Durchmesser wurden zumeist zwischen 1800 und 1835 errichtet.
In der Regel wurden sie massiv in Backstein auf Feldsteinsockeln oder als Stampflehmbau ausgeführt. In Groß Lüsewitz (Mecklenburg) wurden bei einem allein stehenden, archaischen Bau, der dann als Unterstand für Jungvieh diente, behauene Feldsteine benutzt. Beim Rundstall von Fincken wurden die oberen Teile der Umfassungsmauer in Fachwerk ausgeführt. Auf den Grundmauern ruht ein pilzförmiges, spitzkegeliges mit Reet oder Stroh gedecktes Dach. Die Dächer sind auch mit Dachziegeln oder Dachpappe bedeckt. Die komplexen Dachstühle der Rundbauten sind in Blockbohlen-Bauweise errichtet und erinnern an barocke Turmhelme.
In Mecklenburg wurde die erste Rundscheune im Jahre 1814 von A. von Bülow auf Groß Kelle errichtet. Bei der Auswertung von Unterlagen der Ritterschaftlichen Brandversicherungsgesellschaft im Landeshauptarchiv in Schwerin findet man Rundscheunen und Rundkaten in mehr als 30 Orten in Mecklenburg. Die angegebene Nutzung war ausschließlich die einer Kornscheune oder eines Schafstalles oder beides.
Groß Lüsewitz gehört nicht mit in die Kategorie Rundscheunen, da dieser Bau erst 1905 entstand und somit in einer Zeit, als man sich in Mecklenburg schon wieder wunderte, woher dieser Baustil wohl komme.
Die Rundscheune von Gostorf Amt Grevesmühlen stand auf einem Erbpachthof als Einzelobjekt und wurde 1819 erbaut. Die Rundscheune in Finken hat heute nicht mehr ihr ursprüngliches Aussehen. Der Fachwerkaufbau und das Dach entsprechen nicht der damaligen Bauweise und wurden wie in Großen Luckow Amt Stavenhagen (hier 1917 nach einem Brand) in der Dachform verändert. Kegelförmige Dächer waren aus massiven Kanthölzern (Sparrendach) und kuppelförmige Dächer aus doppelten Bohlen (Bohlendach).
Rundscheunen kann man nicht in bekannte Baustile einordnen. Sie sind eine Besonderheit landwirtschaftlicher Nutzbauten in Mecklenburg und wurden inspiriert von den Rundkirchen aus Mecklenburg-Strelitz. (Gramelow 1805, Dolgen 1806, Hohenzieritz 1806)

## Die Rundscheune in Bollbrügge
Auf dem Hof Bollbrügge, in Gremersdorf, im Kreis Ostholstein, steht die einzige noch erhaltene Rundscheune Schleswig-Holsteins. In der kunstgeschichtlichen Literatur wird sie nur kurz abgehandelt, so heißt es in der „Kunst-Topographie Schleswig-Holstein“: Rundscheune, mit dicken Mauern aus gestampften Lehm und kegelförmigen Reetdach. Sie wurde 1831 erbaut und ihr Baumeister, der damalige Verwalter des Gutes E.W. Lentz, hat sich von den Rundscheunen in Mecklenburg die Bauweise abgeschaut. Die Rundscheune Bollbrügge hat einen äußeren Durchmesser von 22,20 m und einen inneren von 21,30 m, was eine Wandstärke von ca. 0,90 m ergibt. Die Lehmmauer ist 3,15 m hoch und steht auf einem Sockel aus Feldsteinmauerwerk. Die Totalhöhe des Bauwerkes beträgt ungefähr 16,30 m. Zwei diagonal gegenüberliegende Eingänge sind durch zweiflügelige Holztore verschlossen. Die Rundscheune findet sich im Wappen von Gremersdorf wieder.

Bollbrügge
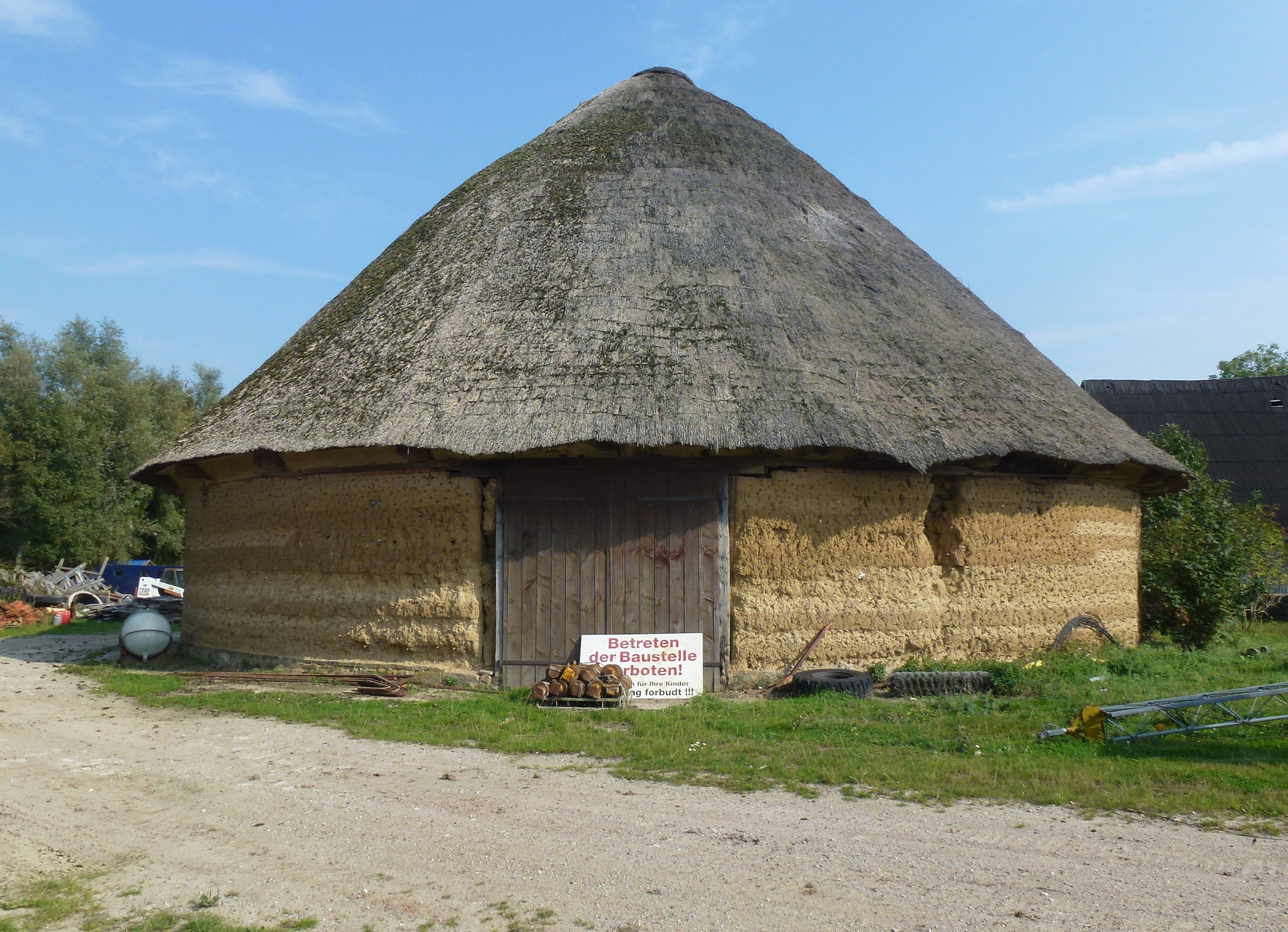
Rundscheune Bollbrügge
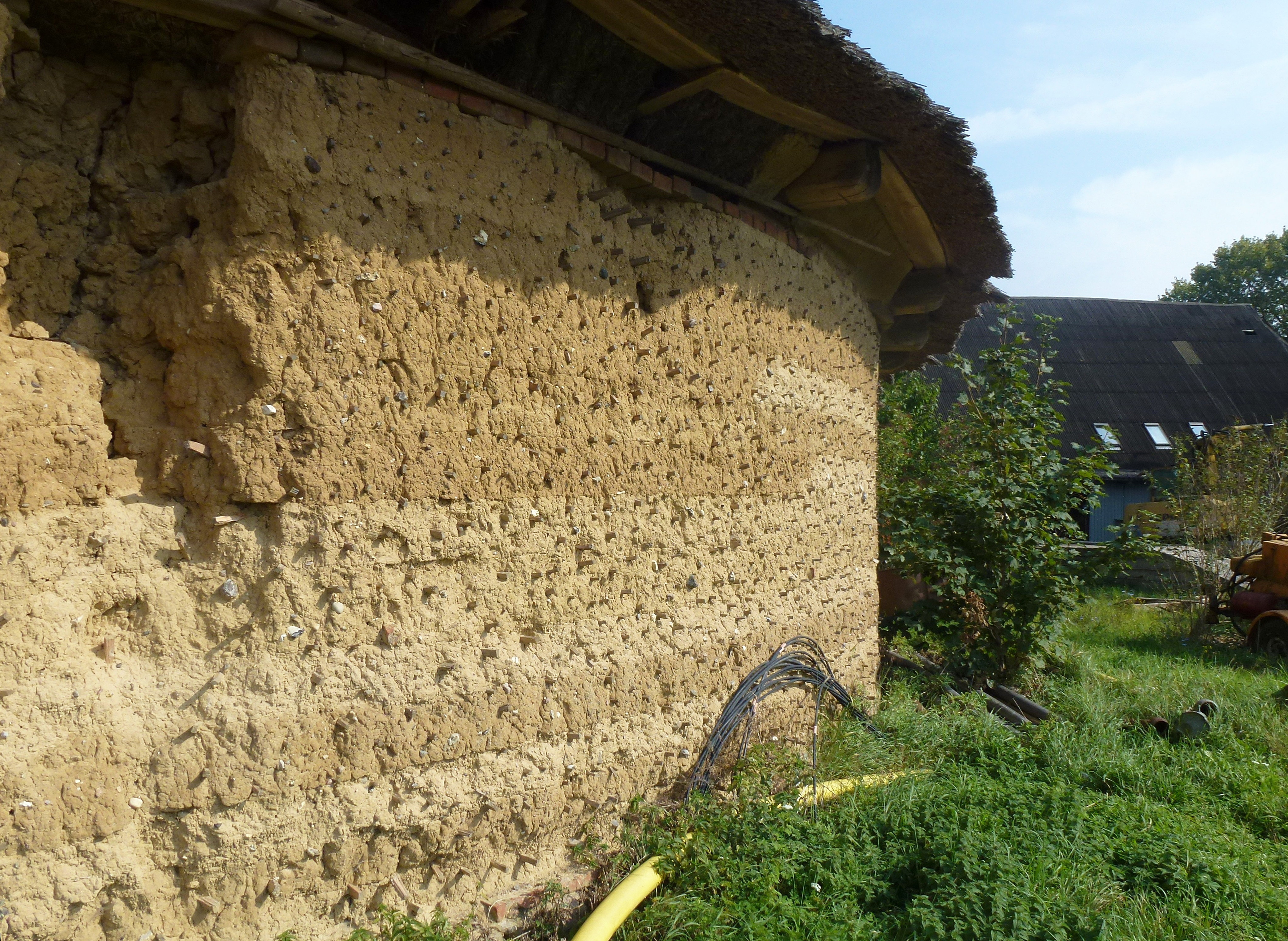
Fassade
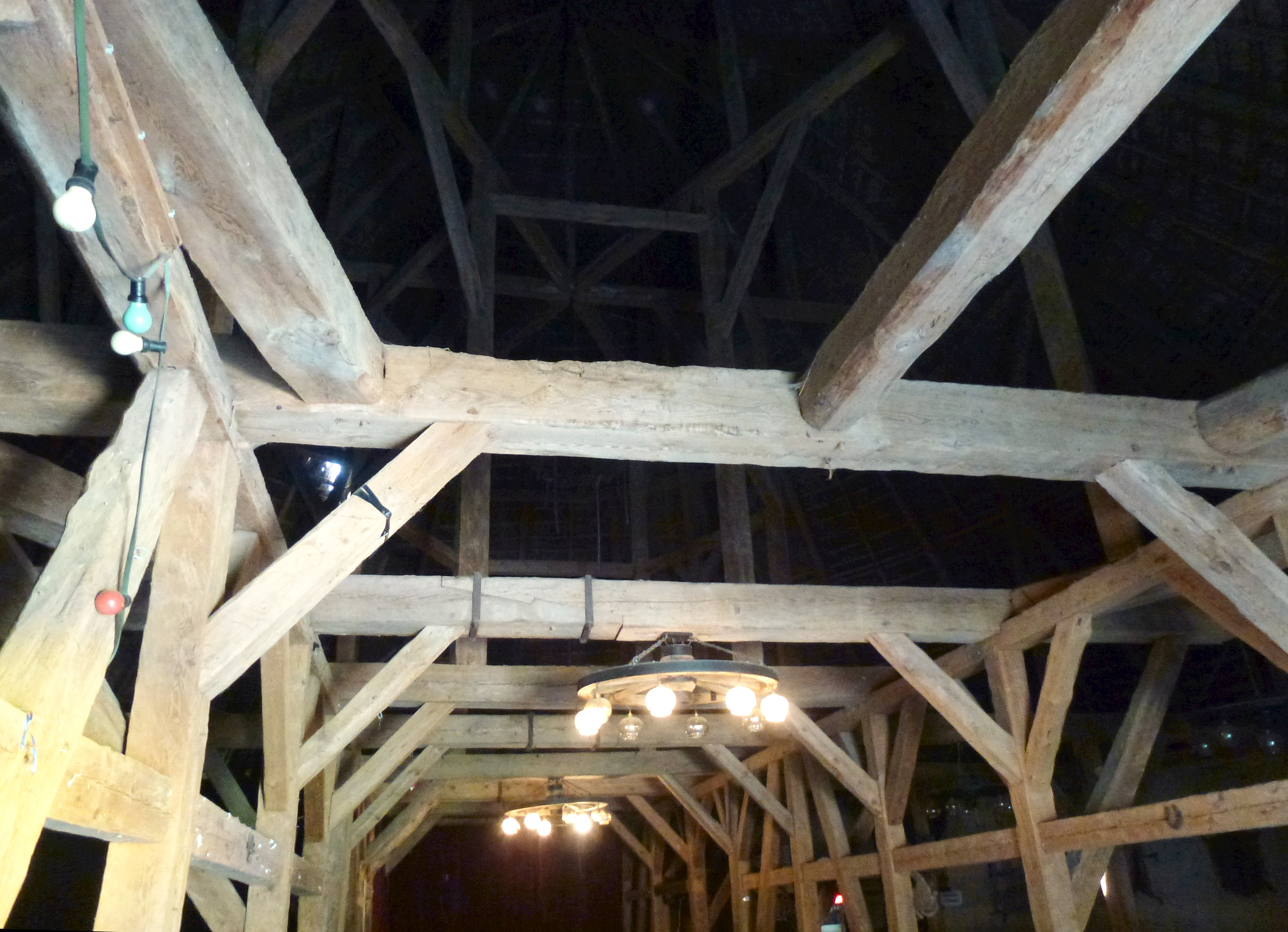
Durchfahrt
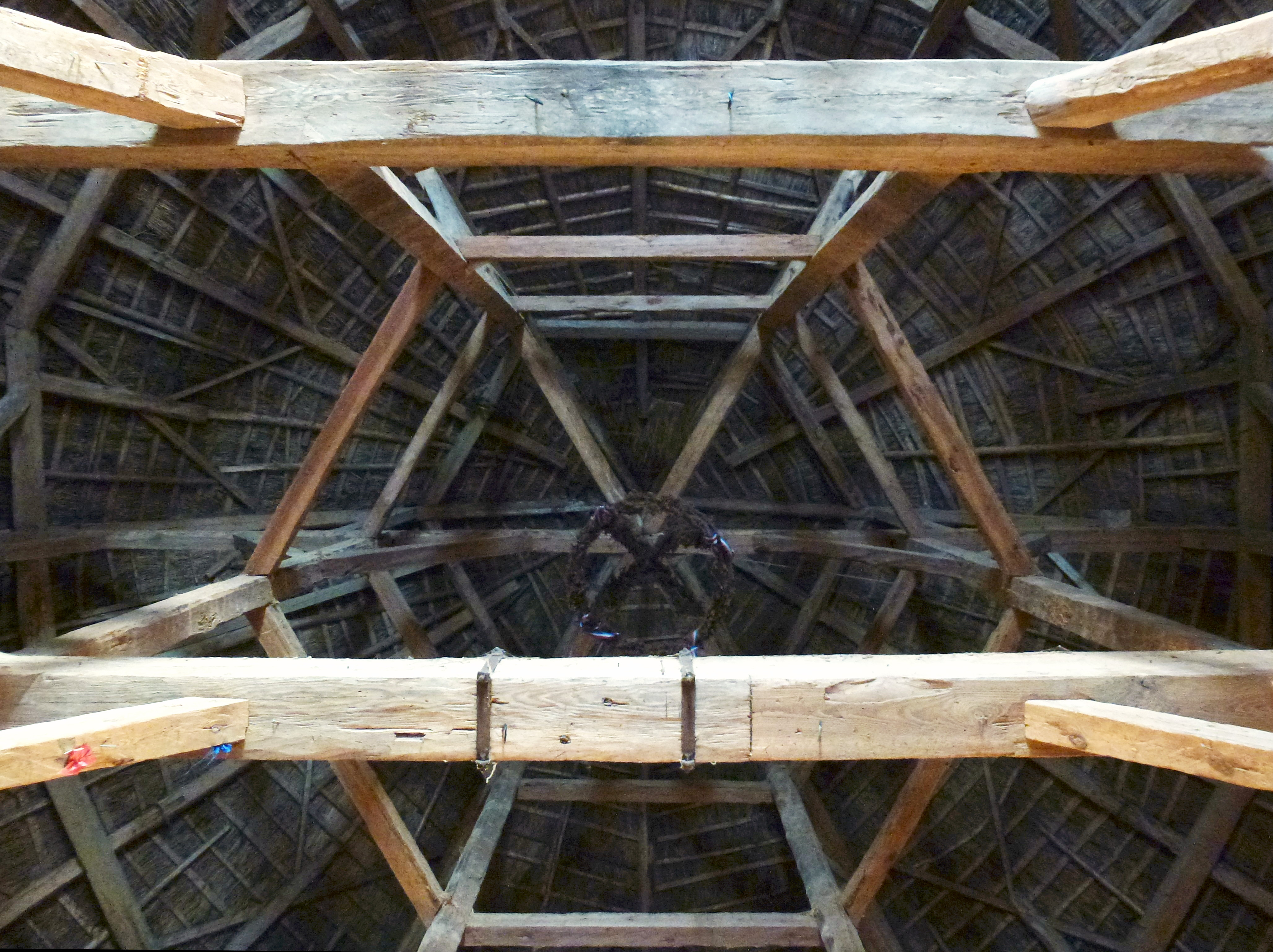
Dachstuhl

## Nutzung
Schon früh wurde über die Nutzung der merkwürdigen Gebäude gemutmaßt. Johann Ulrich Folkers veröffentlichte in den Mecklenburgischen Monatsheften von 1926 eine Abhandlung über „Runde Häuser in mecklenburgischen Dörfern“. Er erwähnt 18 mecklenburgische Dörfer, in denen es Rundhäuser gab. Nach der Betrachtung runder Pfahlbauten aus der Steinzeit und runder Bauten in der Antike schließt er geschichtliche Zusammenhänge aus und nimmt an, dass die ländlichen Rundhäuser als modische Bauten mit untergeordneter Funktionalität zu betrachten sind. In Anlehnung an spätbarocke Rundbauten, wie die Pavillons auf dem Kamp in Bad Doberan oder die runden Dorfkirchen in Mecklenburg-Strelitz, sieht er in den Rundhäusern einen letzten „Ausläufer der großen Baukunst der Barockzeit“.
Rundbauten bis hin zu phantastischen kugelförmigen Gebäudeentwürfen (Haus der Flurwächter von Claude-Nicolas Ledoux, Newton-Kenotaph von Étienne-Louis Boullée, Maison d’un cosmopolite von A. Vaudoyer) waren an der Wende vom 18. zum 19. Jahrhundert ein verbreitetes Motiv in der Architektur, insbesondere in der Revolutionsarchitektur. Das erfasste neben größeren Objekten (Narrenturm in Wien 1783, Ruhmeshalle von Louis Jean Desprez vor 1787; Entwurf für ein Pantheon von Erik Palmstedt 1791; Entwurf für einen Kuppelbau von Johann Conrad Bromeis 1803; Entwürfe für ein Börsengebäude von Georg Ludwig Friedrich Laves um 1805, Theaterentwurf von Giuseppe Pistocchi 1810) auch kleinere Architekturaufgaben (Johann August Arens, Friedhofskapelle für St. Peter und St. Johannis in Hamburg 1790; Friedrich Gilly, Entwurf zu einem Badehaus um 1795; Johann Michael Voit, Entwurf für ein Gefängnis 1799; Christian Frederik Hansen, Landhaus Gebauer in Hamburg 1806).
Im Jahr 1920 berichtete der Architekt Werner Cords aus Parchim von vergleichbaren Rundscheunen im pommerschen Regierungsbezirk Stettin, deren Bauherr, der aus Prüzen in Mecklenburg stammende Gutsherr Ernst Gottfried Georg von Bülow-Cummerow (1775–1851) war, der Anfang des 19. Jahrhunderts Gut Regenwalde und mehrere benachbarte Güter erwarb und zu Musterbetrieben ausbaute. Auf allen Gütern ließ er Rundscheunen in Lehmstampfbauweise mit steilem Strohdach errichten. Aus dem Grundriss der Scheune von Labuhn leitet Cords die Funktion ab. Der Grundriss lässt eine Durchfahrt und einen von Einbauten frei gehaltenen Umgang entlang der Außenmauer erkennen. Cords vermutet einen baulichen Zusammenhang zum im 19. Jahrhundert aufkommenden Rapsanbau in der Region. Anfänglich stand keine geeignete Dreschtechnik zur Verfügung, so dass der Raps mit Pferden „ausgeritten“ wurde. Für diesen Zweck wurden die pommerschen Rundscheunen erbaut. Im Volksmund hießen die Scheunen laut Cords „Rapsscheunen“.
Mit der Entwicklung der Druschtechnik waren die aufwendigen Bauten nicht mehr erforderlich, was die verhältnismäßig kurze Periode ihrer Erbauung erklärt.
Cords folgert, dass als Katen oder Ställe genutzte Rundhäuser sekundärer Natur sind. Die Umfunktionierung als Stallung ist in Fincken bei Röbel/Müritz belegt. Stallungen, deren Grundriss einen Halb- oder Viertelkreis beschreiben, finden sich auch in Kartzitz auf Rügen und in Ivenack. Der Ivenacker (Halb-)Rundstall erlangte aufgrund der von den Grafen von Plessen betriebenen Pferdezucht Berühmtheit.
Von den Rundscheunen in Pommern und in Mecklenburg sind Hohen Luckow und Fincken erhalten. Bis 1932 wurde der Rundbau in Fincken als Stall für Ackerpferde genutzt. Er ist die letzte von ehemals sieben Rundscheunen im Müritzkreis. In der Mitte des Gebäudes, mit halbhoher Mauer abgegrenzt, soll ein großer runder Raum gewesen sein, in dem die Gespannführer schliefen. Um diesen Raum herum standen die Pferde mit dem Kopf zur Außenwand. In Schleswig-Holstein ist die Rundscheune von Bollbrügge (von 1831) erhalten und Bestandteil des Wappens der Gemeinde Gremersdorf.

## Runde und polygonale Scheunen in Nordamerika
Rundscheunen (Round Barn) sind insbesondere aus dem 19. Jahrhundert auch aus Nordamerika bekannt; nicht selten treten sie in der Architektur der Shaker auf. Als erste polygonale Scheune in Nordamerika gilt die sechzehnseitige Dreschscheune auf der Farm von George Washington in Virginia aus dem Jahr 1793. Die Blütezeit der Rundscheunen im mittleren Westen der USA lag zwischen 1880 und 1920. Auch die kanadische Provinz Québec besitzt mehrere Rundscheunen (grange ronde), so in Lac-Brome, Barnston-Ouest und Coaticook.

Nordamerika
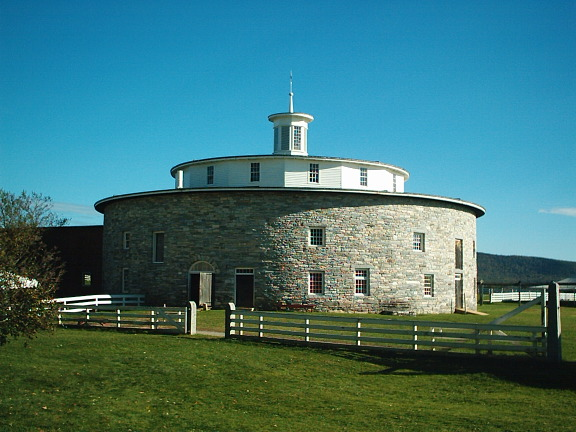
Rundscheune im Hancock Shaker Village, Massachusetts
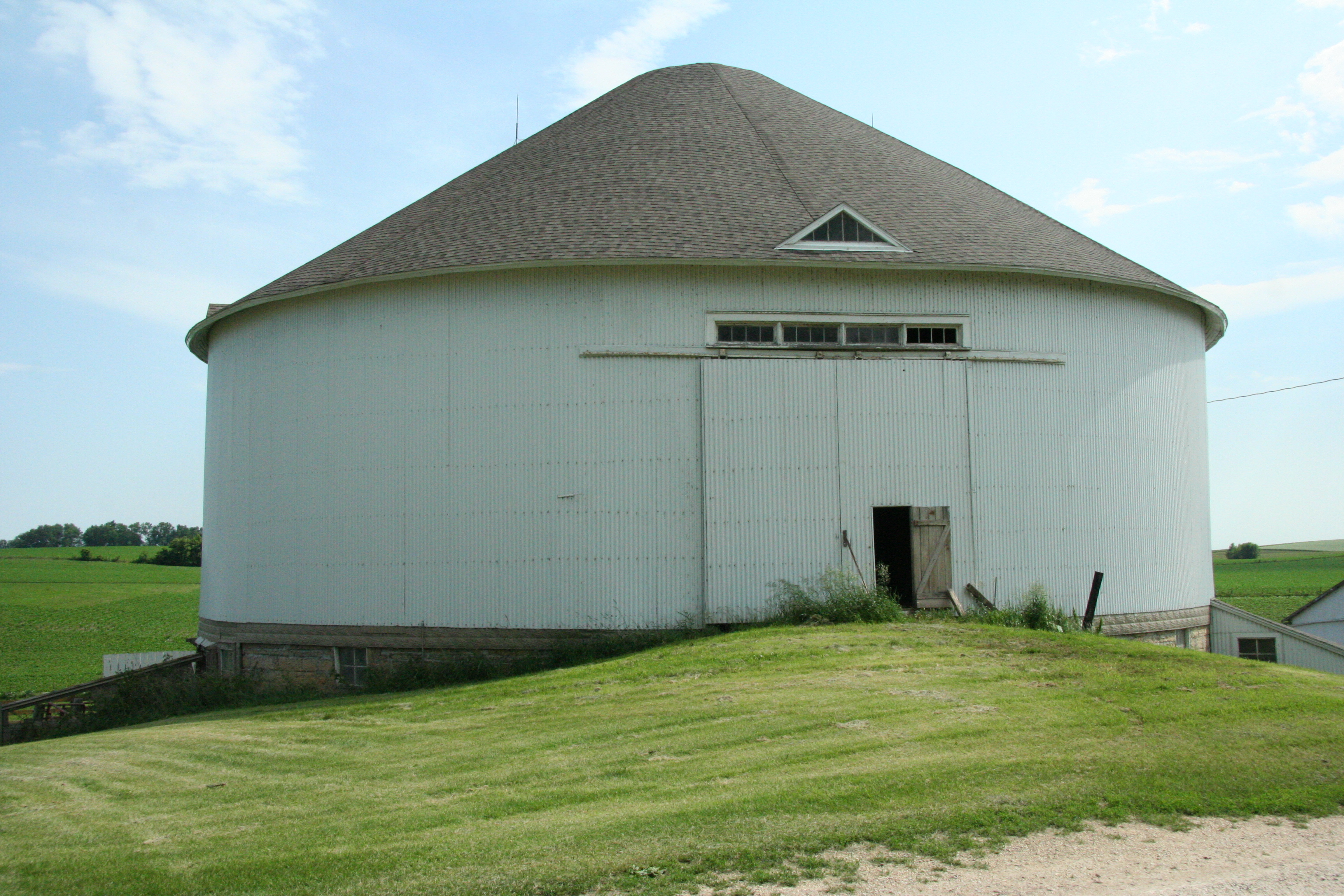
Rundscheune im Winona County, Minnesota
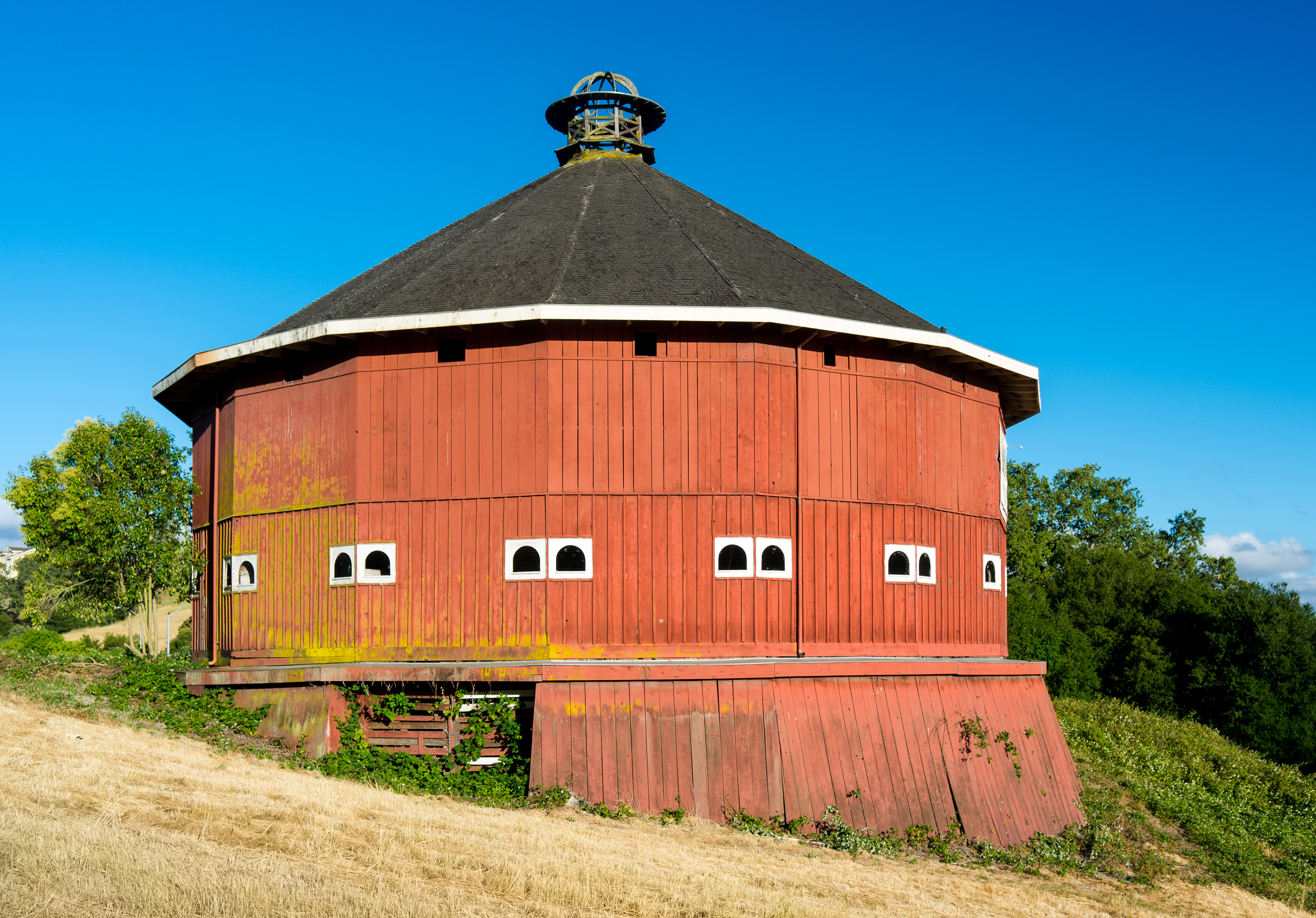
Fountaingrove Round Barn in Santa Rosa, Kalifornien
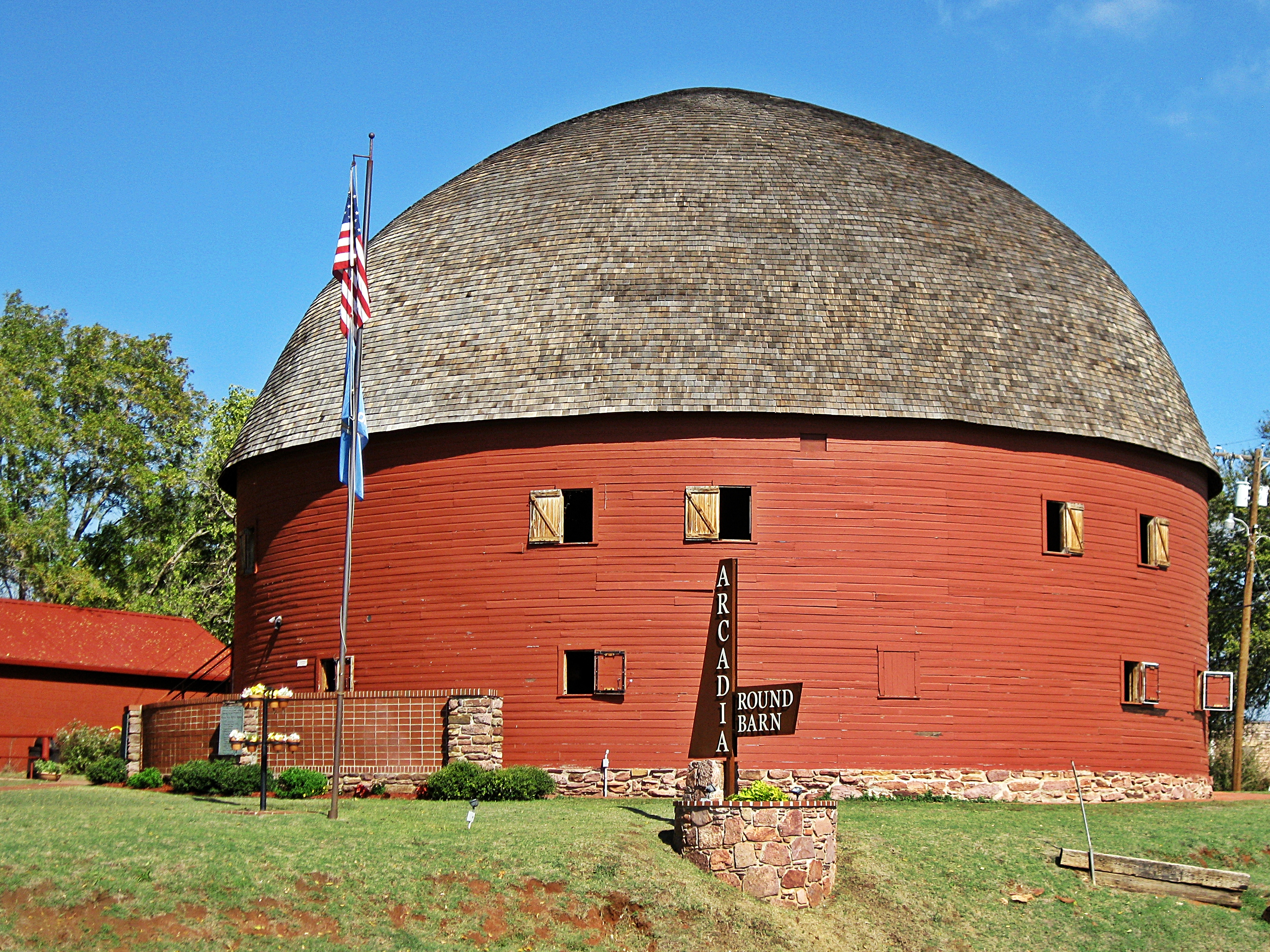
„The Round Barn“ restaurierte historische Rundscheune in Arcadia (Oklahoma)
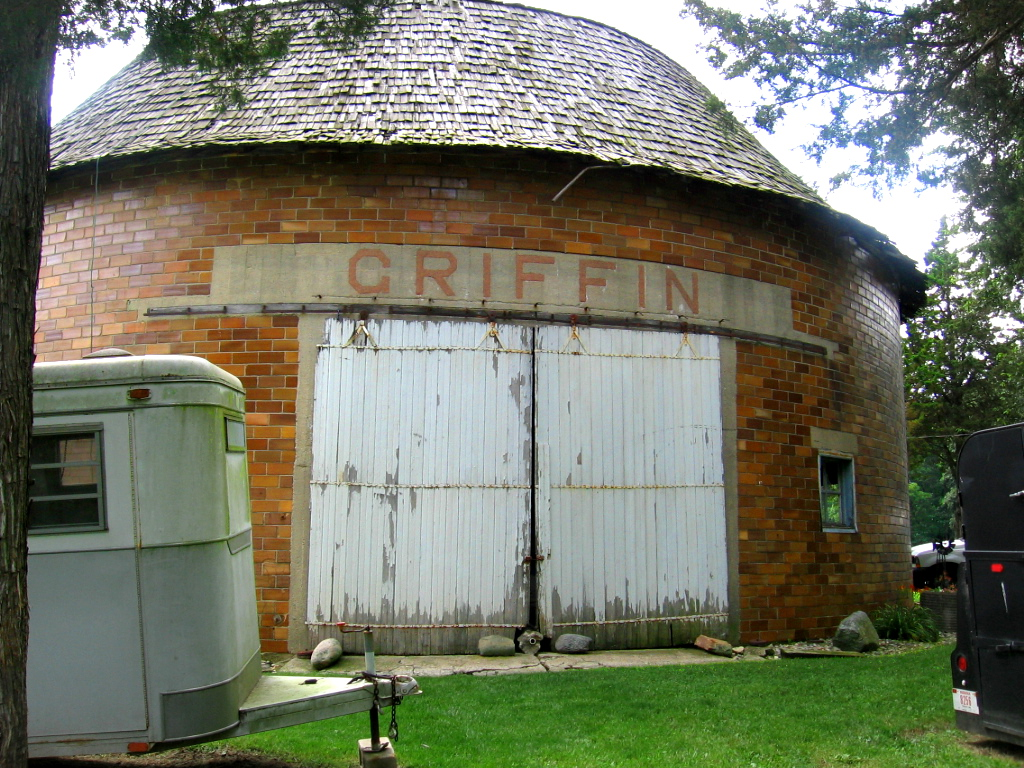
Cornish Griffin Rundscheune in Steuben County (Indiana)

## Rundscheune in Chile
Eine weitere Rundscheune befindet sich im Museo Colonial Alemán (Gemeinde Frutillar; Südchile).